# Sylvia (2003)
Sylvia (bra: Sylvia - Paixão Além de Palavras; prt: Sylvia) é um filme britânico de 2003, do gênero drama romântico-biográfico, dirigido por Christine Jeffs.

## Recepção
O Metacritic, que usa uma média ponderada, atribuiu ao filme uma pontuação de 56 em 100, baseado em 40 críticos, indicando críticas "mistas ou médias".

## Elenco
- Gwyneth Paltrow ... Sylvia Plath
- David Birkin ... Morecambe
- Alison Bruce ... Elizabeth
- Amira Casar ... Assia Wevill
- Daniel Craig ... Ted Hughes
- Blythe Danner ... Aurelia Plath
- Lucy Davenport ... Doreen
- Julian Firth ... James Michie
- Jeremy Fowlds ... Mr. Robinson
- Michael Gambon ... Professor Thomas